# 모든 것의 이론
모든 것의 이론(영어: Theory of Everything, ToE) 또는 만물 이론(萬物理論)이란 자연계의 네 가지 힘인 전자기력, 강력, 약력, 중력을 하나로 통합하는 가상의 이론이다.
모든 것의 이론은 알려진 모든 물리적인 현상과 그 사이의 관계들을 완벽히 설명하기 위한 이론 물리학의 한 가설이다. 초기에 '모든 것의 이론'이라는 용어는, 수많은 지나치게 일반화된 이론들을 비꼬기 위한 함축적인 표현으로 쓰이곤 했다.(예를 들면, 스타니스와프 렘의 1960년대 공상 과학 소설에 등장하는 한 인물은 '일반적 만물 이론'에 대한 연구를 한다;) 물리학자 존 엘리스(John Ellis)는 1986년 네이처지의 기사를 통해 모든 것의 이론이라는 용어가 기술적인 용어(technical literature)로서 소개되어야 한다고 주장했다. 시간이 흘러 양자물리학의 대중화됨에 따라, 이 이론은 하나의 이론으로 모든 자연의 법칙을 설명하거나 통합하는 내용을 설명하는 이론으로 자리매김했다.
지난 세기의 이론 물리학을 바탕으로 제안된 만물이론에 대한 많은 이론들이 있었지만, 여태껏 실험적으로 입증된 것은 없었다. 모든 것의 이론을 입증하는 데 대한 주된 문제는, 정립된 양자물리학 이론들과 일반 상대성이론을 조합하기가 대단히 어렵다는 점이다.

## 역사적인 시초
라플라스는 주어진 시간 내에 모든 입자들의 속력을 알 수 있다면, 충분히 강력한 사유(思惟)는 자연의 법칙과 협력하여, 어느 때에도 모든 입자들의 위치를 산출할 수 있을 것이라고 제안했다. 이는 라플라스의 도깨비로 불린다.
[자연의 움직임에 담겨있는 힘들에 대해 확실하게 알게 되는 순간과 모든 자연을 구성하고 있는 물체들의 위치에 대한 이해력, 만약 이 이해력이 또한 이 자료들을 분석하고 제출할 수 있을 정도로 광대하게 충분하다면, 그 이해력은 가장 위대한 우주의 본체와 그것들의 가장 작은 핵들을 하나의 공식 안으로 통합할 수 있을 것이다. 이러한 이유로 지성은 조금도 불확실해지려 하지 않고 미래는 마치 눈에 띄기 전의 현재가 되려는 과거와 같다.
-Essai philosophique sur les probabilités, Introduction. 1814]
비록 현대에 양자역학이 정립되면서, 고전역학에서 다루던 물리량을 예측함에 있어 불확실성은 불가피한 것이지만, 그럼에도 불구하고, 많은 물리학자들은 '통합된 공식'이 존재할 것이라고 믿는다.

## 통일 이론
물리학의 역사는 서로 다르게 보이는 물리 현상이 같은 기원을 가지고 있다는 것을 밝히는 과정이었다. 천체의 회전 운동과 사과가 지구로 떨어지는 운동이 같은 힘, 중력이라는 것을 뉴턴이 밝혀 냈다. 마찬가지로 마이클 패러데이, 제임스 클러크 맥스웰 등은 전기적인 힘과 자석의 힘이 모두 같은 힘이라는 것을 이해했다. 현재 실험적으로 구별되는 힘은 전자기력, 약한 상호작용(약핵력), 강한 상호작용(강핵력), 중력 네 가지뿐이며, 엄밀한 의미에서 앞의 두 힘은 같은 힘의 다른 이름임이 밝혀졌다.
|  |  |      |      |      |      |      |      | 모든 것의 이론 |               |               |               |               |               |                    |                    |                    |                    |                    |                    |               |               |        |        |        |        |        |        |          |          |          |          |          |          |        |        |        |        |        |        |  |  |
|  |  |      |      |      |      |      |      |                |               |               |               |               |               |                    |                    |                    |                    |                    |                    |               |               |        |        |        |        |        |        |          |          |          |          |          |          |        |        |        |        |        |        |  |  |
|  |  | 중력 | 중력 | 중력 | 중력 | 중력 | 중력 |                |               |               |               |               |               | 대 통일 이론 (GUT) | 대 통일 이론 (GUT) | 대 통일 이론 (GUT) | 대 통일 이론 (GUT) | 대 통일 이론 (GUT) | 대 통일 이론 (GUT) |               |               |        |        |        |        |        |        |          |          |          |          |          |          |        |        |        |        |        |        |  |  |
|  |  | 중력 | 중력 | 중력 | 중력 | 중력 | 중력 |                |               |               |               |               |               | 대 통일 이론 (GUT) | 대 통일 이론 (GUT) | 대 통일 이론 (GUT) | 대 통일 이론 (GUT) | 대 통일 이론 (GUT) | 대 통일 이론 (GUT) |               |               |        |        |        |        |        |        |          |          |          |          |          |          |        |        |        |        |        |        |  |  |
|  |  |      |      |      |      |      |      |                |               |               |               |               |               |                    |                    |                    |                    |                    |                    |               |               |        |        |        |        |        |        |          |          |          |          |          |          |        |        |        |        |        |        |  |  |
|  |  |      |      |      |      |      |      | 양자 색역학    | 양자 색역학   | 양자 색역학   | 양자 색역학   | 양자 색역학   | 양자 색역학   |                    |                    |                    |                    |                    |                    |               |               | 전약력 | 전약력 | 전약력 | 전약력 | 전약력 | 전약력 |          |          |          |          |          |          |        |        |        |        |        |        |  |  |
|  |  |      |      |      |      |      |      | 양자 색역학    | 양자 색역학   | 양자 색역학   | 양자 색역학   | 양자 색역학   | 양자 색역학   |                    |                    |                    |                    |                    |                    |               |               | 전약력 | 전약력 | 전약력 | 전약력 | 전약력 | 전약력 |          |          |          |          |          |          |        |        |        |        |        |        |  |  |
|  |  |      |      |      |      |      |      |                |               |               |               |               |               |                    |                    |                    |                    |                    |                    |               |               |        |        |        |        |        |        |          |          |          |          |          |          |        |        |        |        |        |        |  |  |
|  |  |      |      |      |      |      |      | 강한 상호작용  | 강한 상호작용 | 강한 상호작용 | 강한 상호작용 | 강한 상호작용 | 강한 상호작용 |                    |                    | 약한 상호작용      | 약한 상호작용      | 약한 상호작용      | 약한 상호작용      | 약한 상호작용 | 약한 상호작용 |        |        |        |        |        |        | 전자기력 | 전자기력 | 전자기력 | 전자기력 | 전자기력 | 전자기력 |        |        |        |        |        |        |  |  |
|  |  |      |      |      |      |      |      | 강한 상호작용  | 강한 상호작용 | 강한 상호작용 | 강한 상호작용 | 강한 상호작용 | 강한 상호작용 |                    |                    | 약한 상호작용      | 약한 상호작용      | 약한 상호작용      | 약한 상호작용      | 약한 상호작용 | 약한 상호작용 |        |        |        |        |        |        | 전자기력 | 전자기력 | 전자기력 | 전자기력 | 전자기력 | 전자기력 |        |        |        |        |        |        |  |  |
|  |  |      |      |      |      |      |      |                |               |               |               |               |               |                    |                    |                    |                    |                    |                    |               |               |        |        |        |        |        |        |          |          |          |          |          |          |        |        |        |        |        |        |  |  |
|  |  |      |      |      |      |      |      |                |               |               |               |               |               |                    |                    |                    |                    |                    |                    |               |               | 전기력 | 전기력 | 전기력 | 전기력 | 전기력 | 전기력 |          |          |          |          |          |          | 자기력 | 자기력 | 자기력 | 자기력 | 자기력 | 자기력 |  |  |
|  |  |      |      |      |      |      |      |                |               |               |               |               |               |                    |                    |                    |                    |                    |                    |               |               | 전기력 | 전기력 | 전기력 | 전기력 | 전기력 | 전기력 |          |          |          |          |          |          | 자기력 | 자기력 | 자기력 | 자기력 | 자기력 | 자기력 |  |  |

## 고대 그리스에서 아인슈타인까지
고대 그리스 시대에서부터, 철학자들은 겉으로 드러나는 형태의 다양성이 그 속에 근본적인 통합을 감추고 있다고 추측했고, 그러므로 그러한 힘의 종류들은 아마도 간단하면서도 확실한 하나의 목록에만 포함될 것이라고 가정했다. 가령 17세기의 기계적 철학에서는, 모든 힘은 궁극적으로 작은 입자들 간의 결합되는 힘으로 환원될 것이라고 가정했다. 이것은 아이작 뉴턴의 중력의 법칙이 수용된 이후엔 사라져 갔지만, 그러나 동시에, 뉴턴의 저서인 자연철학의 수학적 원리(프린키피아)에서는 명백하게 구별되는 힘의 단일화(통합)에 대한 첫 번째 경험적인 증거를 제시했다. 갈릴레이의 지구자전에 대한 법칙, 케플러의 행성의 공전 법칙, 조수간만의 차이 법칙 등이 정량적으로 우주의 중력이라는 하나의 법칙에 따라 설명되었다.
1820년에 한스 크리스티안 외르스테드가 제임스 클러크 맥스웰의 전자기력에 대한 오랜 연구의 시발점이 될 전기와 자기력의 연결에 대해 발견했다. 또한 19세기, 20세기 초반에, 탄성, 점성, 마찰력, 압력과 같은 힘의 공통적인 표본들이, 가장 작은 입자들 간의 전기적 상호작용의 결과라는 것이 점점 명백해졌다. 1920년 대 후반, 새로운 양자역학은 원자들 사이의 화학적 고리가 전기적인 힘의 실례라는 것과 폴 디랙이 호언장담하는 '물리의 큰 부분인 수학적인 이론들과 모든 화학을 위한 근원적인 물리 법칙들은 이렇게 완벽하게 알려져 있다'는 내용이 정당하다는 것을 보여주었다.
중력과 전자기력을 통합하려는 시도들은 적어도 1849~50년의 마이클 패러데이의 실험으로 거슬러 올라간다. 알베르트 아인슈타인의 중력 이론(일반 상대론 이론)이 1915년에 출판된 후에, 중력과 전자기력을 혼합하려는 통합 이론에 대한 조사가 진지하게 시작되었다. 그 시기에는 다른 근원적인 힘들이 존재하지 않는다는 것이 그럴 듯하게 보였다. 유명한 공헌자들은 군나르 노르드스트룀, 헤르만 바일, 아서 스탠리 에딩턴, 테오도어 칼루차, 오스카르 클레인, 알베르트 아인슈타인 등이다. 아인슈타인과 그의 협력자들이 가장 눈에 띄며, 많은 시도들을 수행했다. 아인슈타인은 말기에 통합 이론을 찾기 위한 연구에 열정적으로 분주했다. 그러한 시도들은 매우 성공적이었다.

## 표준 모형과 약전자기력
표준 모형은 작은 크기에서 약한 상호작용과 전자기력이 같은 힘임을 알고 있다. 셸던 리 글래쇼와 스티븐 와인버그, 압두스 살람의 이론에 의하면 이 둘은 하나의 힘이며 200 GeV 정도의 크기에서의 대칭 깨짐에 의해 큰 크기에서는 다른 힘으로 보인다는 것이다. 따라서 이들을 합해 약전자기력라고 부르기도 한다. 약전자기력의 완성은 표준 모형에 반영되어 있으며, Z보존의 발견에 의해 실험적으로 확립되었다.

## 모든 것의 이론과 철학
물리학적인 만물이론은 철학적인 논쟁에 대해 개방적이다. 예를 들어, 만약 물리학주의가 사실이라면, 물리학적 만물이론 역시 철학적인 만물이론에 부합될 것이다. 아리스토텔레스, 플라톤, 게오르크 빌헬름 프리드리히 헤겔, 알프레드 노스 화이트헤드나 그 외의 몇몇 철학자들은 모든 경계를 아우르는 체계를 구상하려 시도했었다. 그러나 다른 사람들은 이러한 가능성이 엄청난 활동에 대해 극도로 의심스러워했다.

## 대통일이론(Grand Unified Theory, GUT)
마찬가지로 강력이 같은 전자기력과 약력과 통합되는 힘이라는 이론을 세울 수 있고 이를 대통일이론(G.U.T: Grand Unified Theory)이라고 한다. 조자이의 SU(5) 리 군을 이용한 것이 대표적인 이론이다. 그러나 이 이론에 의해 예측되는 양성자 붕괴가 관측되지 않음으로 해서 확실한 이론은 모르고 있다.
모든 것의 이론은 여기에 중력까지 아우르는 가상의 이론을 일컫는다. 중력을 포함하는 이론은 초끈 이론과 고리 양자 중력(Loop Quantum Gravity)등이 제안되었다. 끈 이론만이 재규격화의 무한대 문제를 해결하면서 중력자를 예측하는 모든 것의 이론의 강력한 후보이다. 그러나 사실, 고리 양자 중력과 끈 이론은 서로 모순되지 않는다. 둘 다 맞을 수도 있다는 이야기이다.

## 같이 보기
- 스티븐 와인버그